# Wigan United AFC
Wigan United AFC (celým názvem: Wigan United Association Football Club) byl anglický fotbalový klub, který sídlil ve městě Wigan v nemetropolitním hrabství Lancashire. Předpokládá se, že byl založen okolo roku 1896. V roce 1900 se přihlásil do Lancashire League, z níž vystoupil v roce 1903. Poslední zmínka o klubu pochází z roku 1908, kdy bylo vyfotografováno kompletní první mužské družstvo.
Své domácí zápasy odehrával na stadionu Springfield Park s kapacitou 30 000 diváků.

## Umístění v jednotlivých sezonách
Stručný přehled
Zdroj: 
- 1900–1903: Lancashire League

Jednotlivé ročníky
Zdroj: 
Legenda: Z - zápasy, V - výhry, R - remízy, P - porážky, VG - vstřelené góly, OG - obdržené góly, +/- - rozdíl skóre, B - body, červené podbarvení - sestup, zelené podbarvení - postup, fialové podbarvení - reorganizace, změna skupiny či soutěže
| Anglie (1900 – 1903) |                   |        |    |    |   |    |    |    |     |    |        |
| Sezóny               | Liga              | Úroveň | Z  | V  | R | P  | VG | OG | +/- | B  | Pozice |
| 1900/01              | Lancashire League | –      | 20 | 3  | 3 | 14 | 21 | 49 | -28 | 9  | 10.    |
| 1901/02              | Lancashire League | –      | 24 | 15 | 3 | 6  | 56 | 25 | +31 | 33 | 3.     |
| 1902/03              | Lancashire League | –      | 22 | 1  | 3 | 18 | 18 | 74 | -56 | 5  | 12.    |